# New York University

Washington Arch na Washington Square (nieoficjalny symbol NYU)

New York University (NYU) – największa uczelnia w Nowym Jorku i jedna z największych w USA. Główny kampus uniwersytetu znajduje się w Greenwich Village na Manhattanie. NYU został założony w 1831 przez Alberta Gallatina i grupę prominentnych nowojorczyków, stał się największym prywatnym uniwersytetem non-profit w Stanach. Uczelnia składa się z 14 szkół, college’ów i wydziałów skupionych w 6 częściach Manhattanu. NYU posiada także oddziały zagraniczne w Londynie, Paryżu, Pradze, Berlinie, Ghanie, Madrycie i Szanghaju.

## Historia
New York University (początkowo nazywał się University of the City of New York) został założony 18 kwietnia 1831 r. przez grupę prominentnych nowojorczyków – kupców, bankierów i handlowców z klasy wyższej, którzy uznali, że Nowy Jork potrzebuje uniwersytetu dla młodych ludzi bez względu na pochodzenie, czy stan majątkowy rodziny. Inicjatorem powstania uczelni był Albert Gallatin, urodzony w Szwajcarii amerykański etnolog, lingwista, polityk i dyplomata. Fundatorzy chcieli, aby uczelnia wyznaczała nowe kierunki i zwyczaje w edukacji, jej oferta miała być jak najszersza, miała uczyć rzeczy praktycznych i nowoczesnych. Perspektywa nauczania na uniwersytecie nie tylko klasyki i religii, ale także języków współczesnych, filozofii, historii, matematyki, fizyki, ekonomii politycznej wzbudziła sensację na całym świecie. Do Nowego Jorku zostali sprowadzeni wykładowcy z Londynu, Paryża i Wiednia. NYU miał dawać studentom możliwości zostania handlowcami, prawnikami, architektami, bankowcami, wynalazcami, fizykami. Z założenia uniwersytet był bezwyznaniowy, jak Columbia College, ale patronował mu kościół anglikański, we współpracy, z którym nauczano tam teologii. New York University był prawdziwym pionierem w świecie akademickim.

## Rozwój
21 kwietnia 1831 uczelnia została nazwana University of the City of New York, popularnie znany był jednak pod dzisiejszą nazwą. Oficjalnie zmieniono ją na NYU w 1896. Pierwsze wykłady odbyły się w 1832 w Clinton Hall, znajdującej się niedaleko miejskiego ratusza. W 1835 powstała pierwsza profesjonalna szkoła NYU – the School of Law (Szkoła Prawa). Budynki Clinton Hall były położone w hałaśliwym i gwarnym, biznesowym centrum Nowego Jorku, dlatego też były domem NYU tylko przez kilka lat. Poszukano okolicy właściwej dla środowiska akademickiego, przeniesiono uczelnię do Greenwich Village.
New York University umożliwił kobietom naukę w 1888, a wykładanie i zajmowanie stanowisk administracyjnych w 1890.
New York University składa się z 14 szkół, college’ów i wydziałów:
- College of Arts and Science(inne języki) (1831)
- School of Law(inne języki) (1835)
- School of Medicine (1841)
- Graduate School of Arts and Science(inne języki) (1886)
- College of Dentistry(inne języki) (1865)
- Steinhardt School of Education (1890)
- Stern School of Business(inne języki) 1900
- Institute of Fine Arts(inne języki) (1922)
- School of Continuing and Professional Studies(inne języki) (1934)
- Courant Institute of Mathematical Sciences(inne języki) (1934)
- Wagner Graduate School of Public Service (1938)
- Ehrenkranz School of Social Work(inne języki) (1960)
- Tisch School of the Arts(inne języki) (1965)
- Gallatin School of Individualized Study(inne języki) (1972)
- College of Nursing (2005)

Nieistniejące części uniwersytetu:
- Daniel Guggenheim School of Aeronautics 1927–1973
- School of Engineering 1894–1973 (połączony z Polytechnic Institute of New York)
- Washington Square College (połączony z College of Arts and Science)
- University College (połączony z College of Arts and Science)
- New York College of Veterinary Surgeons 1857–1922
- College Hofstra Memorial of New York University 1935–1963 (teraz Hofstra University(inne języki))[2]

## Kampus
Większość uniwersyteckich budynków znajduje się na terenie, który okalają od południa Hudson Street, Broadway od wschodu, 14th Street od północy, a od zachodu Sixth Avenue. Od końca lat 70. główna część New York University to kampus Washington Square w centrum Greenwich Village.

## Sport
New York University należy do University Athletic Association, jednej z konferencji NCAA Division III. Wystawia łącznie 19 drużyn w różnych dyscyplinach, występujących pod nazwą NYU Violets. Szczególnym statusem cieszą się drużyny siatkówki kobiet oraz szermiercza, które „gościnnie” rywalizują w NCAA Division I. Uczelnia dysponuje halą sportową mogącą pomieścić ponad 2 tysiące widzów (Coles Sports and Recreation Center). Korzysta także z boiska piłkarskiego urządzonego na terenie nowojorskiego Van Cortlandt Park.